# Trith-Saint-Léger
Trith-Saint-Léger és un municipi francès, situat a la regió dels Alts de França, al departament del Nord. L'any 2006 tenia 6.367 habitants. Limita al nord amb La Sentinelle, al nord-est amb Valenciennes, a l'est amb Aulnoy-lez-Valenciennes, al sud-est amb Famars, al sud amb Maing i a l'oest amb Prouvy.

## Demografia
| 1962                                       | 1968  | 1975  | 1982  | 1990  | 1999  | 2006  |
| ------------------------------------------ | ----- | ----- | ----- | ----- | ----- | ----- |
| 7.098                                      | 7.612 | 6.757 | 5.952 | 6.208 | 6.296 | 6.367 |
| Des de 1962: població sense dobles comptes |       |       |       |       |       |       |

## Administració
| Període | Identitat      | Partit |
| ------- | -------------- | ------ |
| 2001-   | Norbert Jessus | PCF    |